# Glaucetas
Glaucetas o Glauketas (en griego, Γλαυκέτας), fue un jefe pirata activo en el mar Egeo durante el siglo IV a. C.. Aunque se sabe poco sobre su vida, en las antiguas inscripciones griegas se registra que la armada ateniense, al mando de Thymochares de Sphettos, asaltó la base de Glaucetas en la isla de Citnos, capturándole a él y de sus hombres y «haciendo el mar seguro para aquellos que navegaban en el»" (I.G., II, 331).